# Соснівська сільська рада (Дубенський район)
Сосні́вська сільська́ ра́да — колишній орган місцевого самоврядування в Дубенському районі Рівненської області. Адміністративний центр — село Соснівка.

## Загальні відомості
- Соснівська сільська рада утворена в 1949 році.
- Територія ради: 53,15 км²
- Населення ради: 930 осіб (станом на 2001 рік)

## Населені пункти
Сільській раді підпорядковані населені пункти:
- с. Соснівка
- с. Бондарі
- с. Кліпець
- с. Нагоряни
- с. Ясинівка

## Склад ради
Рада складається з 12 депутатів та голови.
- Голова ради: Грицай Володимир Миколайович

### Керівний склад попередніх скликань
| Прізвище, ім'я, по батькові  | Основні відомості                                                 | Дата обрання | Дата звільнення |
| ---------------------------- | ----------------------------------------------------------------- | ------------ | --------------- |
| Грицай Володимир Миколайович | Сільський голова, 1971 року народження, освіта вища, безпартійний | 26.03.2006   | 31.10.2010      |
| Грицай Володимир Миколайович | Сільський голова, 1971 року народження, освіта вища, безпартійний | 31.10.2010   |                 |

Примітка: таблиця складена за даними сайту Верховної Ради України